# دیگو آلبرتو مورالس
دیگو آلبرتو مورالس (انگلیسی: Diego Alberto Morales؛ زادهٔ ۲۹ نوامبر ۱۹۸۶) بازیکن فوتبال اهل آرژانتین است.
از باشگاه‌هایی که در آن بازی کرده‌است می‌توان به باشگاه فوتبال اتلتیکو تیگره، باشگاه فوتبال ال‌دی‌یو کیتو، و باشگاه فوتبال الاهلی عربستان سعودی اشاره کرد.
وی همچنین در تیم ملی فوتبال آرژانتین بازی کرده‌است.